# Darwinia divisa
Darwinia divisa är en myrtenväxtart som beskrevs av Gregory John Keighery och Neville Graeme Marchant. Darwinia divisa ingår i släktet Darwinia och familjen myrtenväxter.
Artens utbredningsområde är Western Australia. Inga underarter finns listade i Catalogue of Life.